# 卞承憲
卞承憲（1566年—？年），號惺銘，四川重慶府江津縣人，明朝政治人物。

## 生平
萬曆十三年（1585年）乙酉科四川鄉試舉人。萬曆二十年（1592年）壬辰科第三甲第一百二十九名進士。刑部觀政，授河南夏邑知縣，調涇縣，二十九年升刑部主事，三十年关内审决，三十二年調吏部主事，三十三年升员外郎，三十四年任河南主考，升郎中，三十八年調验封司，本年五月仕至湖廣右參政，四十一年致仕。

## 家族
曾祖卞仲弘，廪生。祖父卞易，庠生。父卞化龍，廪生。